# Косич, Боян
Бо́ян Ко́сич (серб. Бојан Косић; 14 декабря 1990) — черногорский горнолыжник, первый черногорец, принявший участие в Зимних Олимпийских играх.
На соревнованиях международного уровня под эгидой FIS дебютировал в 2005 году. Участник трёх чемпионатов мира. В 2010 году был единственным представителем Черногории на зимней Олимпиаде в Ванкувере, став первым представителем своей страны на зимних Играх.

## Выступления на Олимпийских играх
| Игры          | Соревнование      | 1 спуск | 2 спуск | Всего   | Место |
| ------------- | ----------------- | ------- | ------- | ------- | ----- |
| Ванкувер 2010 | Гигантский слалом | 1:27,74 | 1:30,29 | 2:58,03 | 61    |
| Ванкувер 2010 | Слалом            | 56,15   | 59,17   | 1:55,32 | 40    |

## Выступления на Чемпионатах мира
| Год  | Место проведения | Гигант. слалом | Слалом |
| ---- | ---------------- | -------------- | ------ |
| 2007 | Оре              | 47             | Сход   |
| 2009 | Валь-д'Изер      | 67             | Сход   |
| 2011 | Гармиш           | Сход           | 43     |